# Associazione Calcio Mantova 2007-2008
Questa voce raccoglie le informazioni riguardanti l'Associazione Calcio Mantova nelle competizioni ufficiali della stagione 2007-2008.

## Stagione
Nella stagione 2007-2008 il tecnico Domenico Di Carlo lascia il Mantova e diviene allenatore del Parma in serie A. Per la sua difficile sostituzione, visto che è stato l'artefice di una doppia promozione, nonché di una finale Play-off per la promozione in serie A, viene ingaggiato Attilio Tesser, che è reduce da due sfortunate esperienze in A con Cagliari e Ascoli, in entrambi i casi esonerato nel corso della stagione.
Altresì la campagna acquisti sembra dimostrare l'intenzione di disputare un campionato finalizzato alla promozione alla massima serie calcistica. Con maggior blasone di altri acquisti di mercato, arrivano dal Valencia l'ex nazionale Stefano Fiore, Dario Passoni dal Livorno, Re Giorgio Corona e Giorgio Lucenti dal Catania, il portiere Gianluca Pegolo dall'Hellas Verona e Jacopo Balestri dal Torino.
Alla terza giornata (9 settembre 2007) il Mantova è capolista; non lo sarà più e il prosieguo della stagione viene caratterizzato da alti e bassi. Attilio Tesser non sembra superare l'esame della tifoseria. A seguito degli scarsi risultati ottenuti e di un gioco poco apprezzato, il 24 febbraio 2008 viene esonerato. Il presidente Lori e il d.s. Giuseppe Magalini affidano la panchina a Mirko Benevelli, allenatore dei portieri. Ma come cinque anni prima a seguito dell'esonero di Roberto Boninsegna, Benevelli deve essere affiancato da un allenatore che sia in possesso del patentino di prima categoria, necessario per allenare in serie B. La scelta cade su Giuseppe Brucato che firma un contratto fino alla fine della stagione.
Nella Coppa Italia i virgiliani fanno poca strada, estromessi dalla manifestazione nel primo turno, sconfitti (1-0) a Trieste. Miglior realizzatore di stagione il goriziano Denis Godeas, vincitore anche del prestigioso titolo di capocannonniere della serie B con 28 reti, di queste 2 realizzate su calci di rigore.

## Divise e sponsor
Lo sponsor tecnico è Diadora; lo sponsor di maglia è Nuova Pansac.
Le divise dei virgiliani seguono lo stesso schemua cromatico già visto nelle due precedenti stagioni in Serie B: la divisa casalinga è bianca con banda rossa, quella da trasferta rossa con banda bianca; la terza divisa declina il disegno delle altre due divise in giallo e verde. Su tutte e tre le divise la banda diagonale presenta una sfumatura al centro della maglia.
| Casa | Trasferta | Terza divisa |

## Rosa
| N. |                    | Ruolo | Calciatore                  |
| -- | ------------------ | ----- | --------------------------- |
| 1  | Italia (bandiera)  | P     | Mirko Bellodi               |
| 2  | Italia (bandiera)  | D     | Simone Calori               |
| 3  | Italia (bandiera)  | D     | Jacopo Balestri             |
| 4  | Italia (bandiera)  | C     | Manuel Spinale              |
| 5  | Italia (bandiera)  | D     | Mattia Notari               |
| 6  | Italia (bandiera)  | D     | Luca Franchini              |
| 7  | Italia (bandiera)  | A     | Cristian Altinier           |
| 8  | Italia (bandiera)  | C     | Stefano Mondini             |
| 8  | Brasile (bandiera) | C     | Guilherme Raymundo do Prado |
| 9  | Italia (bandiera)  | A     | Giorgio Corona              |
| 10 | Italia (bandiera)  | C     | Gaetano Caridi              |
| 11 | Italia (bandiera)  | C     | Alessandro Doga             |
| 14 | Italia (bandiera)  | C     | Claudio Grauso              |
| 16 | Italia (bandiera)  | P     | Gianluca Pegolo             |
| 17 | Italia (bandiera)  | C     | Stefano Fiore               |
| 18 | Italia (bandiera)  | C     | Giorgio Lucenti             |
| 21 | Italia (bandiera)  | C     | Federico Rizzi              |

| N. |                     | Ruolo | Calciatore         |
| -- | ------------------- | ----- | ------------------ |
| 22 | Italia (bandiera)   | C     | Fabrizio Avanzini  |
| 23 | Italia (bandiera)   | D     | Valerio Di Cesare  |
| 25 | Italia (bandiera)   | C     | Alberto Creati     |
| 28 | Italia (bandiera)   | C     | Dario Passoni      |
| 31 | Slovenia (bandiera) | P     | Jasmin Handanovič  |
| 32 | Italia (bandiera)   | A     | Alessandro Noselli |
| 33 | Italia (bandiera)   | C     | Emiliano Tarana    |
| 34 | Italia (bandiera)   | D     | Damiano Zugno      |
| 35 | Italia (bandiera)   | C     | Yuri Gallo         |
| 36 | Italia (bandiera)   | C     | Jacopo Boni        |
| 55 | Italia (bandiera)   | D     | Filippo Cristante  |
| 71 | Italia (bandiera)   | P     | Nicolò Frongillo   |
| 72 | Italia (bandiera)   | D     | Stefano Sacchetti  |
| 83 | Uruguay (bandiera)  | C     | Nicolás Amodio     |
| 88 | Italia (bandiera)   | C     | Davide Micheloni   |
| 99 | Italia (bandiera)   | A     | Denis Godeas       |

## Risultati

### Serie B

#### Girone di andata
| Arbitro: | Herberg (Messina) |

|            |           |              |
| Notari 80’ | Marcatori | 90+4’ Toledo |

| Arbitro: | Orsato (Schio) |

|  |           |            |
|  | Marcatori | 77’ Corona |

| Arbitro: | Pierpaoli (Firenze) |

|                                       |           |  |
| Godeas 36’ 50’ Caridi 88’ Noselli 93’ | Marcatori |  |

| Vicenza 15 settembre 2007, ore 16:00 4ª giornata | Vicenza        | 0 – 0 referto | Mantova | Stadio Romeo Menti\| Arbitro: \| Romeo (Verona) \| |
| Arbitro:                                         | Romeo (Verona) |               |         |                                                    |

| Arbitro: | Pantana (Macerata) |

|  |           |              |
|  | Marcatori | 43’ Castillo |

| Arbitro: | Mazzoleni (Bergamo) |

|                             |           |  |
| Galasso 31’ Santoruvo 90+2’ | Marcatori |  |

| Arbitro: | Giannoccaro (Lecce) |

|              |           |  |
| Granoche 44’ | Marcatori |  |

| Arbitro: | Marelli (Como) |

|                                            |           |                |
| Di Cesare 36’ Godeas 62’ Caridi 67’ (rig.) | Marcatori | 51’, 75’ Bruno |

| Arbitro: | Gava (Conegliano) |

|  |           |                                   |
|  | Marcatori | 63’ Caridi 76’ Tarana 90’ Spinale |

| Mantova 20 ottobre 2007, ore 16:00 10ª giornata | Mantova                     | 0 – 0 referto | Grosseto | Stadio Danilo Martelli\| Arbitro: \| Girardi (San Donà di Piave) \| |
| Arbitro:                                        | Girardi (San Donà di Piave) |               |          |                                                                     |

| Arbitro: | Palanca (Roma) |

|                        |           |  |
| Ruopolo 1’ Cellini 37’ | Marcatori |  |

| Arbitro: | Herberg (Messina) |

|                                          |           |                 |
| Godeas 32’, 46’, 90+4’ Corona 38’ (rig.) | Marcatori | 55’ Moscardelli |

| Arbitro: | Valeri (Roma) |

|  |           |               |
|  | Marcatori | 80’ Ricchiuti |

| Arbitro: | Velotto (Grosseto) |

|                          |           |                      |
| Beghetto 32’ Bonucci 33’ | Marcatori | 29’ Godeas 50’ Fiore |

| Arbitro: | Cavarretta (Trapani) |

|                            |           |                        |
| Corona 40’ Godeas 47’, 51’ | Marcatori | 35’ Martini 57’ Evacuo |

| Arbitro: | Mazzoleni (Bergamo) |

|              |           |                              |
| Perrulli 89’ | Marcatori | 48’ Corona 55’, 90+4’ Godeas |

| Arbitro: | Trefoloni (Siena) |

|           |           |  |
| Fiore 24’ | Marcatori |  |

| Arbitro: | Girardi (San Donà di Piave) |

|                         |           |                                 |
| Italiano 2’ Iunco 90+4’ | Marcatori | 5’ Corona 47’ Godeas 61’ Caridi |

| Arbitro: | Squillace (Catanzaro) |

|                      |           |              |
| Godeas 19’, 49’, 83’ | Marcatori | 59’ Guidetti |

| Arbitro: | Farina (Novi Ligure) |

|                         |           |  |
| Marazzina 16’, 58’, 72’ | Marcatori |  |

| Arbitro: | Russo (Nola) |

|          |           |  |
| Doga 61’ | Marcatori |  |

#### Girone di ritorno
| Arbitro: | Palanca (Roma) |

|                                       |           |                     |
| Sforzini 11’, 65’ Succi 18’, 20’, 47’ | Marcatori | 7’ Godeas 46’ Fiore |

| Arbitro: | Scoditti (Bologna) |

|                       |           |  |
| Doga 18’ Do Prado 84’ | Marcatori |  |

| Arbitro: | Pinzani (Empoli) |

|           |           |  |
| Parisi 9’ | Marcatori |  |

| Arbitro: | Lops (Torino) |

|                                 |           |                               |
| Do Prado 71’ Schwoch 90’ (aut.) | Marcatori | 9’, 72’ Raimondi 38’ Matteini |

| Arbitro: | Romeo (Verona) |

|              |           |           |
| Castillo 28’ | Marcatori | 4’ Godeas |

| Arbitro: | Palanca (Roma) |

|            |           |               |
| Godeas 41’ | Marcatori | 32’ Lanzafame |

| Arbitro: | Tommasi (Bassano del Grappa) |

|                       |           |  |
| Caridi 68’ Corona 75’ | Marcatori |  |

| Arbitro: | Pinzani (Empoli) |

|                           |           |                            |
| Bruno 26’ Tamburini 90+4’ | Marcatori | 57’ Godeas 77’ (rig.) Doga |

| Arbitro: | Orsato (Schio) |

|            |           |                |
| Godeas 22’ | Marcatori | 25’ Possanzini |

| Arbitro: | Scoditti (Bologna) |

|           |           |  |
| Terra 31’ | Marcatori |  |

| Arbitro: | Pierpaoli (Firenze) |

|  |           |             |
|  | Marcatori | 86’ Ruopolo |

| Arbitro: | Salati (Trento) |

|                 |           |             |
| Moscardelli 21’ | Marcatori | 13’ Spinale |

| Arbitro: | Herberg (Messina) |

|                     |           |            |
| G. Greco 61’ (rig.) | Marcatori | 87’ Godeas |

| Arbitro: | Giannoccaro (Lecce) |

|                 |           |              |
| Godeas 34’, 45’ | Marcatori | 15’ Beghetto |

| Arbitro: | Scoditti (Bologna) |

|                        |           |                   |
| Bocchetti 19’ Lodi 74’ | Marcatori | 37’ (rig.) Godeas |

| Arbitro: | C. Russo (Nola) |

|  |           |                     |
|  | Marcatori | 50’ (rig.) Saverino |

| Arbitro: | Palanca (Roma) |

|            |           |            |
| Angelo 21’ | Marcatori | 50’ Godeas |

| Arbitro: | Bergonzi (Genova) |

|            |           |  |
| Godeas 34’ | Marcatori |  |

| Arbitro: | Rizzoli (Bologna) |

|  |           |            |
|  | Marcatori | 81’ Corona |

| Arbitro: | Trefoloni (Siena) |

|  |           |                  |
|  | Marcatori | 63’ Fava Passaro |

| Arbitro: | Rizzoli (Bologna) |

|                                       |           |                                      |
| Dedic 3’ (rig.) Zammuto 68’ Aspas 89’ | Marcatori | 58’, 71’ (rig.) Godeas 90+2’ Noselli |

### Coppa Italia
| Arbitro: | Tommasi (Bassano del Grappa) |

|                |           |  |
| Allegretti 72’ | Marcatori |  |